# Ђорђе Адања
Ђорђе Адања (Београд, 24. април 1948) специјалиста је урологије у Центру за мушку урологију у Торонту, Канада.
Рођен је 24. априла 1948. године у Београду, Србија, као син сефардских Јевреја Соломона и Катарине Адања. Дипломирао је на Медицинском факултету Универзитета у Београду, где је и специјализовао урологију 1978. године.
Члан је Светског удружења уролога (SIU) и објавио је преко 30 стручних радова из ове области. Активно учествује на међународним конгресима и симпозијумима уролога.

## Стручно усавршавање
- 1981 - Hadasah Medical School Архивирано на веб-сајту  (28. септембар 2007), Јерусалим, Израел, уролошка клиника
- 1982 - Baylor Medical School, Хјустон, Тексас, САД, уролошка клиника St. Lucas Episcopal Hospital, неуролошки поремећаји мокраћне бешике
- 1987 - Ham Green Hospital, Pill
- 1988 - Bristol Medical School, Енглеска, уродинамика
- 1990-1991: St. Justine Hospital, University of Montreal, Канада, дечја урологија
- 1989 - Brigham and Women’s Hospital, урологија
- 1990 - Harvard Medical School, Бостон, Масачусетс, САД, дијагностика и лечење карцинома простате

## Радно искуство
- 1978-1981: Уролошко одељење, Општа болница, Панчево
- 1981-1988: Клиника за урологију, Војномедицинска академија, Београд
- 1991-1992: начелник Уролошког одељења, Општа болница, Панчево
- 1992-1994: University of Toronto, Канада, Урологија, клинички научно-истраживачки рад
- 1994-: Центар за мушку урологију, Торонто, Канада

## Чланство у професионалним удружењима
- Члан Уролошке секције Српског лекарског друштва од 1978. године
- Члан међународног друштва за уринарну континенцију (ICS) од 1986. године
- Члан Светског удружења уролога (SIU) од 1997. године
- Положио канадски нострификациони медицински испит 1992. године
- Објавио преко 30 стручних радова
- Активно учествује на међународним уролошким конгресима и симпозијумима